# Замшев, Максим Адольфович
Максим Адольфович Замшев (род. 27 апреля 1972, Москва, СССР) — российский писатель, поэт и прозаик, публицист, литературный критик, переводчик с румынского и сербского языков. Председатель Правления Московской городской организации Союза писателей России, член Исполкома Русского ПЕН-центра, Союза журналистов России. Заслуженный работник культуры Чеченской Республики (2010). Член Совета при Президенте Российской Федерации по развитию гражданского общества и правам человека. Главный редактор «Литературной газеты».

## Биография
Максим Замшев родился 27 апреля 1972 года в Москве. По окончании средней школы проходил службу в рядах Вооружённых сил СССР в оркестре военно-медицинской академии в Петербурге. В 1995 году с отличием окончил музыкальное училище имени Гнесиных. Поступил в Литературный институт имени А. М. Горького (семинар поэзии Владимира Фирсова), который окончил в 2001 году.
В 2002 году Замшев стал член-корреспондентом Петровской академии наук и искусств, с 2004 года являлся главным редактором журнала «Российский колокол», с 2007 по 2010 год руководил проектом «Конгресс писателей русского зарубежья».
С 2000 года работает в Московской городской организации Союза писателей России; в настоящее время занимает должность Председателя её Правления.
В августе 2017 года возглавил «Литературную газету», сменив на посту главного редактора Юрия Полякова. В 2022 году поддержал вторжение России на Украину.

## Творчество
Ещё во время учёбы в институте, в 1999 году, выпустил первую книга стихотворений «Ностальгия по настоящему». Спустя два года была выпущена вторая книга — «Стихотворения», а ещё через два — книга «Время на ладони». Переводил стихи с белорусского, румынского и сербского языков.
Романы:
- «Избранный» (2009),
- «Карт-бланш» (2015)
- «Весна для репортёра» (2017)
- «Концертмейстер» (2020, литературная премия им. Фёдора Абрамова «Чистая книга» в номинации «Современная проза»)[3].
- «Вольнодумцы» (2023)

## Награды
- Медаль ордена «За заслуги перед Отечеством» I степени (27 февраля 2023 года) — за вклад в развитие отечественной культуры и искусства, многолетнюю плодотворную деятельность[4].
- Медаль ордена «За заслуги перед Отечеством» II степени (9 января 2008 года) — за большой вклад в развитие культуры, печати телерадиовещания и многолетнюю плодотворную деятельность[5].
- Почётный знак «За заслуги в развитии печати и информации» (27 ноября 2014 года, Межпарламентская ассамблея СНГ) — за значительный вклад в формирование и развитие общего информационного пространства государств — участников Содружества Независимых Государств, реализацию идей сотрудничества в сфере печати и информации[6]
- Заслуженный работник культуры Чеченской Республики (17 февраля 2010 года) — за вклад в развитие и популяризацию чеченской литературы в регионах России[7]

## Санкции
25 февраля 2023 года был внесён в санкционный список всех стран Евросоюза:

С начала агрессивной войны России против Украины он поддерживал вторжение России и распространял российскую пропаганду и дезинформацию о войне. Поэтому он несет ответственность за поддержку и осуществление действий и политики, которые подрывают и угрожают территориальной целостности, суверенитету и независимости Украины.— «Официальный журнал Европейского союза», Брюссель, 25 февраля 2023 года
 С 1 апреля 2023 года находится под санкциями Украины так как «распространяет нарративы в соответствии с кремлёвской пропагандой в поддержку действий России» и «участвовал в пропагандистских мероприятиях на временно оккупированных территориях Украины». По аналогичным основаниям находится под санкциями Швейцарии.